# Браун, Коретта
Коретта Реней Браун (англ. Coretta Renay Brown; род. 21 октября 1980 года в Стейтсборо, штат Джорджия, США) — американская профессиональная баскетболистка, выступавшая в женской национальной баскетбольной ассоциации. Была выбрана на драфте ВНБА 2003 года в первом раунде под общим одиннадцатым номером клубом «Сан-Антонио Силвер Старз». Играла на позиции атакующего защитника. После окончания спортивной карьеры вошла в тренерский штаб школьной команды «Бенджамин Мейс Рейдерс». В настоящее же время является ассистентом главного тренера студенческой команды «Уэст Алабама Тайгерс».

## Ранние годы
Коретта родилась 21 октября 1980 года в городе Стейтсборо (штат Джорджия) в семье Клинтона и Мэри Элис Браун, у неё есть три старшие сестры, Клинтина, Кассандра и Калиша, а училась в соседнем городке Бруклет в средней школе Юго-Восточного Буллока, в которой выступала за местную баскетбольную команду.